# Déficit en fructose-1,6-diphosphatase
Le déficit en fructose-1,6-diphosphatase, l’une des enzymes de la néoglucogenèse, est une anomalie métabolique très rare dont une centaine de cas ont été rapportés dans le monde.
Il s'agit d'une maladie génétique autosomique récessive. Elle s'apparente à la fructosémie héréditaire mais n'a pas les mêmes causes.

## Manifestations cliniques
Le déficit en fructose-1,6-biphosphatase est un trouble sévère de la néoglucogenèse à l’origine d’accès hypoglycémiques aigus survenant au jeûne et mettant en jeu le pronostic vital chez des nouveau-nés et nourrissons. La symptomatologie débute soit dès la période néonatale soit plus tardivement mais en général avant l’âge de 2 ans.
Chez le nouveau-né, malaise hypoglycémique et accès d’acidose métabolique sont les symptômes révélateurs les plus habituels. Les accès d’hypoglycémie se caractérisent par :
- leur survenue à jeun ;
- l’acidose lactique concomitante ;
- l’absence de cétose ou une cétonurie modérée ;
- l'existence d’une hépatomégalie modérée, en règle générale associée à des signes modérés d’insuffisance hépato-cellulaire ;
- la correction rapide de l’hypoglycémie et de l’acidose sous perfusion continue de glucose ;
- les premiers accès chez le nouveau-né sont rapidement réversibles si le diagnostic est posé rapidement.

Par la suite, les hypoglycémies sont déclenchées par un jeûne (de 12 à 16 heures) ou précipitées lors d’une infection fébrile. L’hépatomégalie régresse entre les accès. Le développement staturo-pondéral et mental est normal. Cependant, à chaque accès, l’évolution peut devenir dramatique : hyperventilation (avec une respiration de type Kussmaul), agitation, convulsions, coma, arrêts cardio-respiratoires peuvent survenir du fait de l’acidose profonde avec hyperlactacidémie et hypoglycémie. Ces accès d’acidose sévère peuvent être provoqués par le jeûne, mais aussi par l’ingestion de fructose ou de composés métabolisés en fructose (voir liste ci-dessous).

## Symptômes et diagnostic
Dans une très grande majorité des cas, les enfants sont malades à la naissance mais ne présentent pas de symptômes jusqu'à ce que l'alimentation devienne variée.
Les signes cliniques qui doivent faire suspecter cette maladie sont une hypoglycémie (hypotonie, vomissements, tremblements...) déclenchée par un jeûne prolongé ou une infection fébrile intercurrente.
La palpation abdominale fait apparaître une hépatomégalie (gros foie). L'hypoglycémie est parallèle à une chute du phosphore et des bicarbonates et à une élévation du lactate sanguin, d'où une acidose métabolique. Les substrats néoglucoformateurs tels que pyruvate, corps cétoniques, glycérol et alanine s'accumulent également.
L'examen des gaz du sang s'avère donc être nécessaire.
Souvent, l'hyperlactacidémie fait penser à un déficit au niveau du cycle de Krebs ou de la chaîne respiratoire. Les suspicions sur ces déficits responsables de cytopathies mitochondriales peuvent être écartées par des dosages d'enzymes (par exemple la pyruvate deshydrogénase ou la pyruvate carboxylase intervenant au niveau du cycle de Krebs). Ces dosages très spécifiques ne peuvent être effectués que dans certains laboratoires hospitaliers. Ces déficits peuvent aussi être infirmés par des biopsies cutanée, musculaire et hépatique.

## Traitement
Le déficit en fructose-1,6-diphosphatase étant une maladie génétique, il n'y a pas, à l'heure actuelle, de traitement permettant de le soigner.
Par contre on peut prévenir assez efficacement les épisodes de décompensation de la maladie en instaurant un régime strict d'éviction du fructose et de tous les composés métabolisés en fructose (saccharose, sorbitol, glycérol, mannitol, maltitol, isomalt, polydextrose).
Il faut par conséquent éliminer de l'alimentation : les fruits (sauf citron, rhubarbe, figue de barbarie, avocat), proscrire les légumes trop sucrés et surtout éliminer à vie les biscuits, gâteaux, bonbons, glaces, chocolats du commerce.
Les seuls édulcorants ne posant pas de problème sont l'aspartame et l'acésulfame potassium (Canderel).

## Médicaments
L'éviction de fruits de l'alimentation entraîne une carence en vitamine C. Par conséquent, il est nécessaire d'introduire une supplémentation de cette vitamine (à raison de 500 mg par semaine en 1 prise). La plupart des comprimés de vitamine C disponibles en pharmacie étant sucrés, des gélules devront être préparées en laboratoire.
Un apport régulier de bicarbonate de sodium (1 g 3 fois par jour) peut permettre de prévenir une perte en bicarbonate qui accentuerait une acidose.
Ce déficit nécessitant d'éviter le jeûne long, une collation nocturne d'amidon de maïs (Maïzena) cru est recommandée (2 g de Maïzena par kilogramme de masse corporelle).
Il faut veiller à éliminer tout médicament contenant les composés proscrits (présents dans la très grande majorité des sirops en particulier).
Il faut que le médecin traitant et le pharmacien soient bien au courant des substances proscrites.

## Pronostic
Une fois le diagnostic établi et la tolérance au jeûne déterminée, l’évolution est rapidement favorable, l’hépatomégalie régresse, croissance et développement psychomoteur sont normaux. Les rechutes lors d’infections fébriles sont aisément prévenues ou contrôlées par le glucose, seul ou en association avec du bicarbonate.
Si des poussées aiguës d'acidose métabolique avec hypoglycémie surviennent malgré la mise en place du régime, le traitement consiste en la correction des hypoglycémies (et de l'acidose) par perfusion I.V. de glucose (solution à 10 % à raison d'un apport de 7 mg/kg/min). Cet apport est rapidement efficace.
Pour les parents d'enfants atteints de ce déficit, la gestion de la maladie est relativement facile dès lors que le régime d'éviction du fructose a été instauré. Il faut bien lire les étiquettes des produits manufacturés afin de s'assurer de l'absence de saccharose, de fructose, de sorbitol, de glycérol, de mannitol, de maltitol et d'isomalt.